# جورج آدامز (كرة سلة)
جورج آدامز (بالإنجليزية: George Adams)‏ مواليد 15 مايو 1949 في كينغز ماونتن، هو لاعب كرة سلة أمريكي معتزل بدأ مسيرته الاحترافية في سنة 1972 حيث تم اختياره من قبل فريق ميلووكي باكز خلال الدرافت، وحمل الرقم 12 و53. يبلغ طوله 6 قدم 5 بوصة (2.0 م). اعتزل اللعب في 1975.

## روابط خارجية
- جورج آدامز على موقع سبورتس رفرنس (الإنجليزية)
- جورج آدامز على موقع ريلجم (الإنجليزية)